# Zlatan
Zlatan (in cirillico: Златан) è un nome proprio di persona slavo maschile, soprattutto croato, serbo, bosniaco, macedone, bulgaro e sloveno.

## Varianti
- Maschili:
  - Alterati: Zlatko[3]
- Femminili: Zlata[2][4]
  - Alterati: Zlatica[5], Zlatka[6]

## Origine e diffusione
Vuol dire "dorato", essendo derivato dal termine slavo zlato, "oro". Ha quindi significato identico o affine ai nomi Oriana, Aurelio, Criseide, Kim e Golda.

## Onomastico
Per le Chiese orientali l'onomastico può essere festeggiato il 18 ottobre in memoria di santa Zlata di Muglen, vergine e martire. Per le altre confessioni il nome è adespota, ovvero non è portato da alcun santo, quindi l'onomastico ricade ad Ognissanti, il 1º novembre.

## Persone

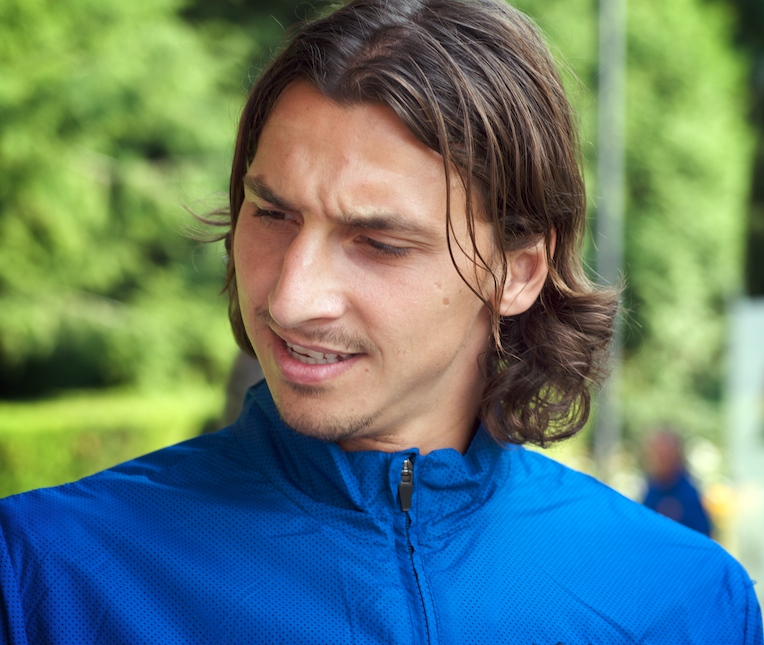
Zlatan Ibrahimović

- Zlatan Bajramović, calciatore bosniaco
- Zlatan Ibrahimović, calciatore svedese
- Zlatan Ljubijankič, calciatore sloveno
- Zlatan Muslimović, calciatore bosniaco
- Zlatan Saračević, atleta bosniaco

### Variante Zlatko
- Zlatko Čajkovski, calciatore e allenatore di calcio jugoslavo
- Zlatko Dedič, calciatore sloveno
- Zlatko Jankov, calciatore bulgaro
- Zlatko Junuzović, calciatore serbo naturalizzato austriaco
- Zlatko Kranjčar, allenatore di calcio e calciatore croato
- Zlatko Krmpotić, allenatore di calcio e calciatore serbo
- Zlatko Momircevski, giocatore di calcio a 5 australiano
- Zlatko Papec, calciatore jugoslavo
- Zlatko Šimenc, pallanuotista jugoslavo
- Zlatko Tanevski, calciatore macedone
- Zlatko Vujović, allenatore di calcio e calciatore jugoslavo
- Zlatko Zahovič, dirigente sportivo e calciatore sloveno

### Variante femminile Zlata
- Zlata Filipović, scrittrice bosniaca
- Zlata Ohnjevič, cantante ucraina